# 実験式
実験式（じっけんしき、英: empirical formula）あるいは経験式は、化学および物理学で用いられる概念で、分野により意味の相違がある。

## 化学における実験式
化学では、実験式あるいは経験式とは、化合物に存在するそれぞれの元素の原子数の最も単純な比である。実験式は、異性や構造あるいは原子の絶対数とは全く関連がない。実験式は、CaCl2といったほとんどのイオン性化合物や、SiO2などの高分子で標準的に使用される。「実験」(empirical) という表現は、化合物中の元素の相対比を決定する分析化学の手法である元素分析のプロセスを参照している。
対照的に、分子式は、1分子中のそれぞれの種類の原子の数を表しており、構造式はさらに分子の構造も示している。
例えば、化合物 n-ヘキサンの構造式は CH3CH2CH2CH2CH2CH3 であり、6個の炭素原子が直鎖状に並んでおり、14個の水素原子があることを示している。ヘキサンの分子式は C6H14 であり、実験式は C:H 比が 3:7 であることを示す C3H7 である。異なる化合物でも、等しい実験式を持つ。例えば、ホルムアルデヒドと酢酸、グルコースは等しい実験式 CH2O  を持つ。これは、正しいホルムアルデヒドの化学式であるが、酢酸は2倍、グルコースは6倍の原子数を持つ。
| 物質       | 分子式  | 実験式 |
| ---------- | ------- | ------ |
| 水         | H2O     | H2O    |
| メタン     | CH4     | CH4    |
| ベンゼン   | C6H6    | CH     |
| 硫黄       | S8      | S      |
| グルコース | C6H12O6 | CH2O   |

## 物理学における実験式
物理学では、実験式は、実験や推測などの経験的関係に由来するが、第一原理には直接由来しない、実験結果を予測する数学方程式を意味する。
例として、水素のスペクトル線の波長を予測するリュードベリの式がある。リュードベリの式は1888年に提唱され、ライマン系列の波長を完璧に予測したが、1913年にニールス・ボーアがボーアの原子模型を生み出すまでは理論的な基礎を欠いていた。